# خلية مجاورة للجريب
الخلايا المجاورة للجريب أو خلايا سي (بالإنجليزية: Parafollicular cell)‏ هي خلية من خلايا الغدد الصماء العصبية في الغدة الدرقية. الوظيفة الأساسية لهذه الخلايا هي إفراز هرمون الكالسيتونين. تقع بالقرب من بصيلات الغدة الدرقة.

## التركيب
تتميز الخلية المجاورة للجريب باحتوائها على ببقع باهتة كذالك بجمها الكبير مقارنة بالخلية الجريبية توجد بأعداد قليلة في الغدة الدرقية، حيث توجد بشكل أساسي داخل الغشاء القاعدي الذي يُحيط بالجريب دون اتصال مباشر مع التجويف الجريبي.

### التطور
تنشأ الخلايا المجاورة للجريب من الأديم الباطن. كان يُعتقد سابقًا أن الخلايا المجاورة للجريب تُشتق من القمة العصبية. لكن مؤخرًا كشفت التجارب أن الخلايا المجاورة للجريب مشتقة من الأديم الباطن.

## الوظيفة
تفرز الخلايا المجاورة للجريب هرمون الكالسيتونين، وهو هرمون يشارك في تنظيم استقلاب الكالسيوم. يخفض الكالسيتونين مستويات الكالسيوم في الدم عن طريق تثبيط عملية ارتشاف العظم بواسطة الخلايا ناقضات العظام، ويزيد إفرازه بالتناسب مع زيادة تركيز الكالسيوم. ، من المعروف أيضًا أن الخلايا المجاورة للجريب تفرز بكميات صغيرة العديد من الببتيدات العصبية الصماوية مثل السيروتونين والسوماتوستاتين. لها أيضًا دور في تنظيم إنتاج هرمونات الغدة الدرقية.

## الأهمية السريرية
يمكن أن تتطور إلى خلايا سرطانية وتتحول إلى سرطان الغدة الدرقية النخاعي. 

## روابط خارجية
- صورة تشريحية: 42_04 في مركز جامعة أوكلاهوما للعلوم الصحية.
- صور نسيجية: 14302loa — نظام تعلم علم الأنسجة في جامعة بوسطن
- Histology at KUMC endo-/endo10